# ペダル・スティール・ギター

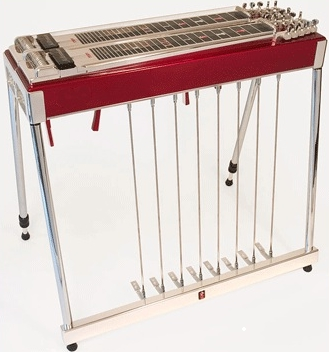
Modern pedal steel guitar with two necks

ペダル・スティール・ギター（ペダル・スチール・ギターとも）はスティール・ギターのコンソール・タイプのものにいくつかの弦の音程を変化させるためのペダルとニー・レバーが備えられ、従前のスティール・ギターの構成に比べて多様で複雑な音楽演奏を可能にしている。他のスティール・ギターと同様に、この楽器も制限のないグリッサンドと深いビブラートをかけて演奏することができ、これは人の声と共通する特性である。ペダル・スティール・ギターは一般にはカントリー・ミュージックと関連付けられている。
1950年代にスティール・ギターにペダルおよびニー・レバーが追加され、演奏者がバーを動かさずに長音階を弾いたり、コードを弾きながらペダルを踏むことによって現在のハーモニーからスラーないしベンドアップで不協和音を生み出すことができるようになった。後者の特徴はペダル・スティール・ギター以外の従来のギターでは実現が困難だったカントリー・アンド・ウェスタンで人気のある独特の音色を作り出している。
19世紀のハワイで初めて使われるようになって以来、スティール・ギターの音色はアメリカ合衆国では20世紀の前半にはポピュラーなものとなっており、「ハワイアン・スタイル」としても知られる、ギターを水平にして演奏するための、特別に設計された楽器の一族を生み出した。この年代記の最初の楽器はラップ・スティールとも呼ばれるハワイアン・ギターで、次は、ナショナル社とドブロ社 が最初に作った、より大きな音を出すためにリゾネーターを付けたラップ・スティールだった。エレクトリック・ギターのピックアップは1934年に発明され、スティールギターが他の楽器と同様に聞こえるようになった。その後、電子的な増幅によりエレクトリック化されたラップ・スティール、コンソール・スティール、そしてペダル・スティール・ギターが開発された。
ペダル・スティールを演奏するには、両手、両足、両膝（膝はそれぞれの膝の内側と外側にあるレバーを操作する）の協調性を同時に必要とするという異常な身体的要求があり、このような要求をする楽器はこのほかには北アメリカのリード・オルガンだけである。この楽器を開発した先駆者には、バディ・エモンズ、バド・アイザックス、ゼイン・ベック、ポール・ビグスビーなどがいる。アメリカのカントリーミュージックのほか、セイクリッド・スティールと呼ばれるアメリカ東部や南部の宗教音楽、ジャズ、さらにはナイジェリア音楽の一種であるジュジュなどでも使用されている。

## 初期の歴史と進化
19世紀後半、ヨーロッパの船乗りやメキシコの”バケロ”（vaquero：牧童、カウボーイ）によってスペイン型のギターがハワイ諸島に持ち込まれたが、ハワイの人々は導入時に使用されていた標準的なギター・チューニングを採用しなかった。むしろ、6本の弦をすべて弾いたときにメジャーコードが鳴るようにチューニングし直し、これが現在「オープンチューニング」と呼ばれている。このチューニングを「スラックキー」と呼ぶのは、いくつかの弦を緩めているからである。コードを変えるためには、通常スティールパイプや金属片などの滑らかな物体を使用し、それを弦の上にスライドさせて4度または5度の位置に移動させ、簡単に3コードの曲を演奏していた。ギターを体に当てながら弦にスティールバーを当てるのは物理的に難しく、ハワイの人々は膝の上にギターを敷いて座りながら弾くようになった。このような演奏スタイルがハワイ中に広まり、国際的にも広まっていった。

## 電子的な増幅
ハワイのラップ・スティール・ギターは他の楽器と張り合えるほどの音量ではなかったため、多くの発明家がこの問題を解決しようとした。
1920年代のロサンゼルスで、スティール・ギター奏者のジョージ・ビーチャムは、スティール・ギターにメガホンのようなホーンを付けて音量を大きくする発明品を目にした。ビーチャムはこれに興味を持ち、詳しいことを教えてもらうために自宅近くの店を訪ねた。その店は、ジョン・ドピエラというバイオリンの修理屋が経営していた。ドピエラと兄弟のルディはビーチャムに対してギターに取り付けられた大きなビクトローラ蓄音機の拡声ホーンのように見えるプロトタイプを示したが、これは受け入れられなかった。彼らの次の試みである、ギターのブリッジの下で付けられた大きい金属の拡声器に類似した円錐形のリゾネーターはなにがしかの成功を収めた。この成功に元気づけられ、ビーチャムはドピエラ兄弟の発明を実現するための新会社を兄弟とともに立ち上げた。新しいリゾネーターの発明は、ロサンゼルスの豪華なパーティで宣伝され、有名なハワイアン・スティール・ギター演奏家のソル・ホオピイが実演を行った。その夜、投資家は12,000ドルの小切手を書いて託した。
新しいリゾネーターを使用した金属ボディのギターを製造するための工場が建設された。金銭問題と意見の相違が続き、ドピエラ兄弟は会社をめぐってビーチャムとの法的な戦いに勝利し、その後、DOpyeraとBROthersの頭文字をとったDobroを社名とした「ドブロ製作所」を設立するために独立した。ビーチャムには仕事がなかった。彼は何年も前から「エレクトリック・ギター」について考えており、さらにドピエラ兄弟との論争の少なくとも一部は、彼がエレキ化のアイデアに時間をかけすぎたことと、レゾネーター・ギターの改良に十分な時間をかけていなかったことが原因だった。ビーチャムは電子工学のコースに入学し、彼の最初の目的達成のために、2x4材の切れ端で単弦のギターを作り、円筒型蓄音機のピックアップを用いて実験したが、うまくはいかなかった。ビーチャムは最終的に、ブレスレットのようにギターの弦を囲む2つの馬蹄形の磁石と、磁場を集中させるためにワイヤーで巻かれた6本の小さな金属棒（各ギター弦の下に1本ずつ）を使用するというアイデアを思いついた。
アンプとスピーカーに接続すると動作した。ビーチャムは熟練した職人の助けを借りて、自分の装置に接続するためのギターのネックとボディを製作した。最終的に完成したものはフライパンに似ていると考え、この楽器の愛称となった。1934年6月2日に特許を申請し、1937年8月10日に特許を取得した。ビーチャムは身近に居たエンジニア、アドルフ・リッケンバッカーに製品の製造を依頼し、一緒にロー・パット・イン社（"electRO-PATnted-INstruments"）を設立したが、すぐにエレクトロストリングと社名変更した。”Beauchamp”（ビーチャム）よりも"Rickenbacker"（リッケンバッカー）の方が発音しやすいと考えたことと、アドルフの従兄弟のエディ・リッケンバッカーが第一次世界大戦のエースパイロットだったことからブランド名としてはリッケンバッカーが使われることになった。
1931年当時、世界恐慌が最悪の状況にあり、ギターの販売が芳しくなかったことに加え、特許庁が電気楽器の発明分類を楽器にするのか電気機器にするのかを明確にしていなかったために特許の登録が遅れた。競合他社はエレクトロストリング社の特許を侵害していたが、同社には侵害訴訟を行う資金がなかった。競合他社が発明を急速に改良して陳腐化させたため、最終的にビーチャムは経済的利益を奪われることになった。エレクトロストリング社の最も成功した製品は、ハワイアン・ギター（ラップ・スティール）のA22”フライング・パン”であり、これはあらゆる種類の最初の電化楽器であり、伝統的なスペイン型のギターよりも小さい金属製のボディで作られており、ミュージシャンの膝の上に横たえて演奏される楽器だった。
さらに2つのブレイクスルーが生まれ、そのうちの1つはギター・アンプであり、この発明を使用するためには購入する必要があった。そして2つ目は、当時は認識されていなかったかも知れないが、エレクトリック・ギターがもはや伝統的なギターの形をしている必要がないということであった。

## ラップ・スティール

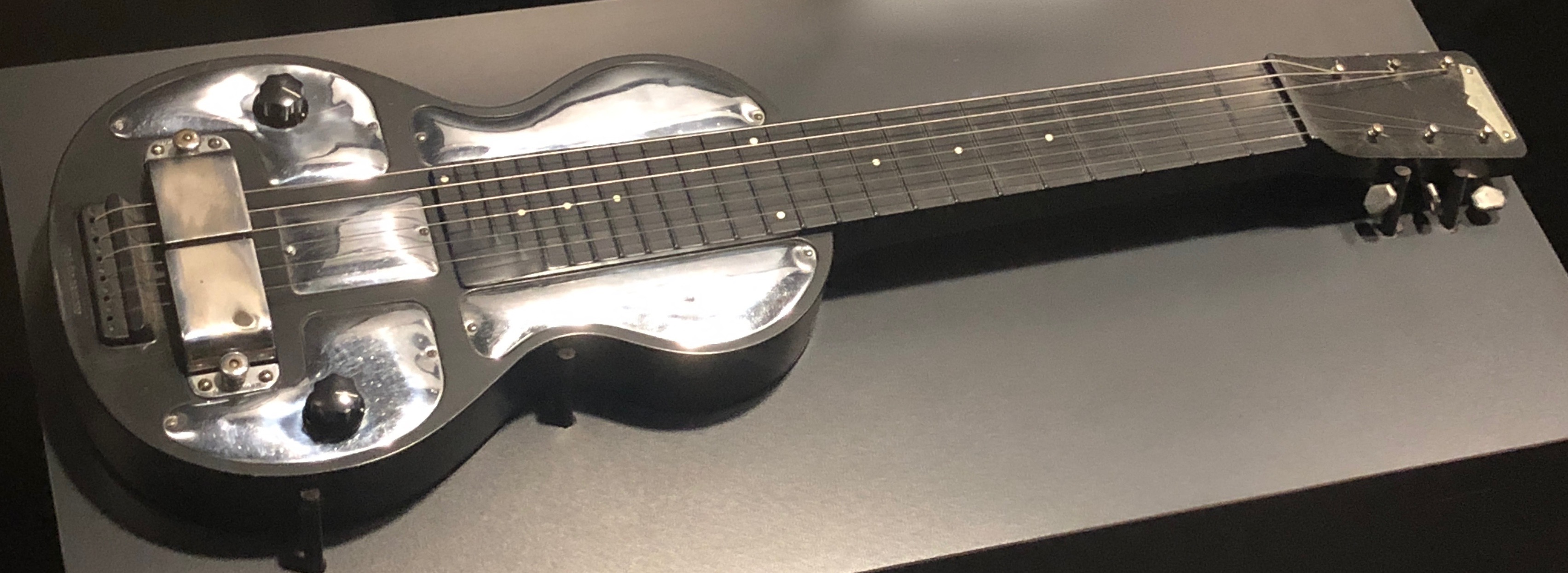
リッケンバッカー・ラップ・スティール・ギター、エレクトロB6、ビーチャム式馬蹄形ピックアップ付き、1930年代後半

最初のラップ・スティールは、ボディは小さくなったものの、ギターのような形状を保っていた。楽器メーカーは、急速にペダル・スティールの前身なるエレクトリック・ピックアップを備えた長方形の木の塊型のギターを作り始めた。音楽ライターのマイケル・ロスによると、商業録音での初に電化弦楽器は、1935年のボブ・ダンのウエスタン・スイング・チューンだった。ダンはミルトン・ブラウンと彼のミュージカル・ブラウニーズと共にレコーディングを行った。ブラウンは「ウエスタン・スイングの父」と呼ばれている。

## ラップ・スティールがコンソール・スティールになる
対処すべき次の問題は、同じギターで異なるボイシングで演奏する必要があること、つまり、弦の調律の方法だった。当時、これを実現する唯一の方法は、同じ楽器に異なるチューニングのネックと弦を追加することだった。

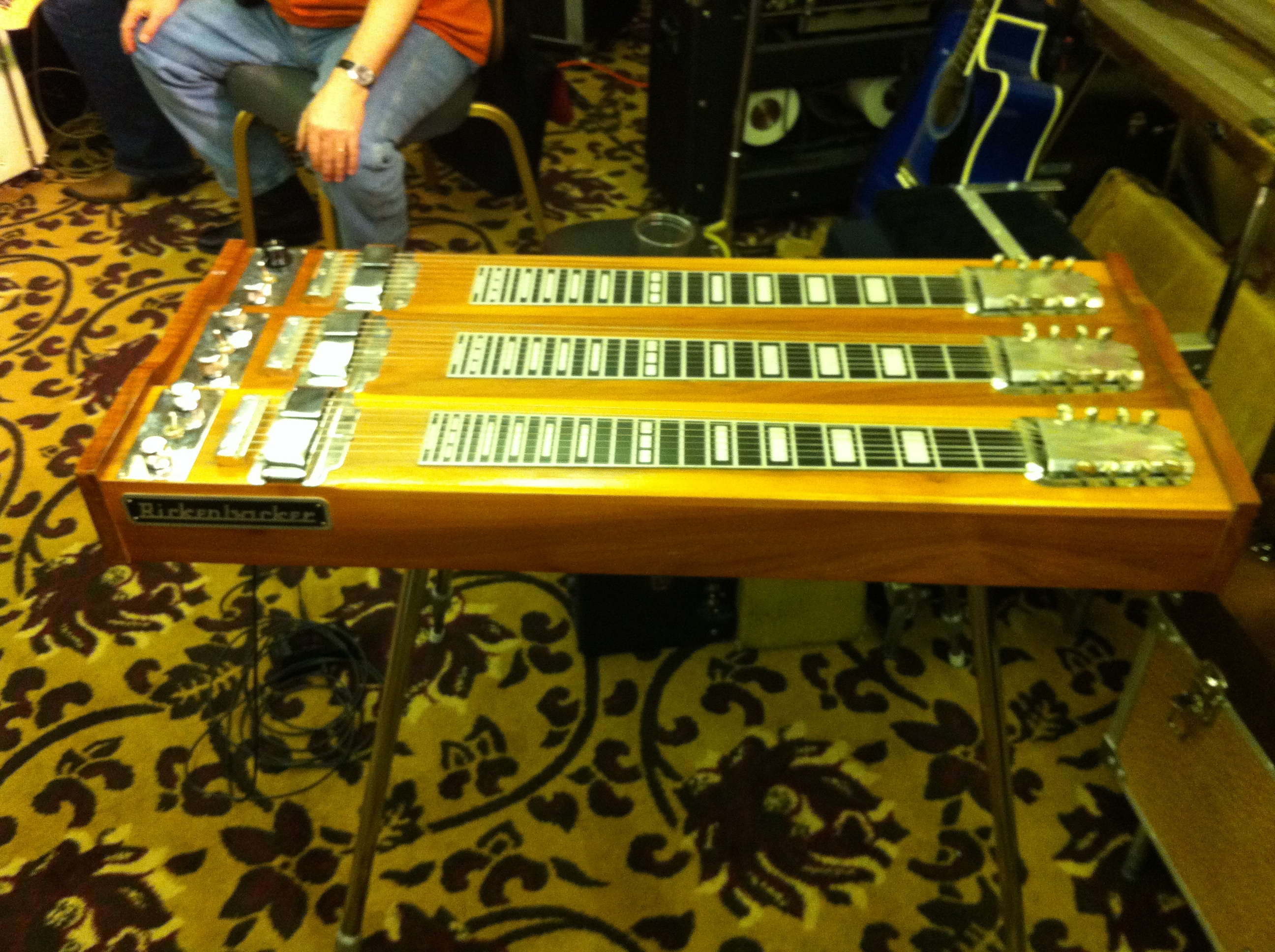
リッケンバッカー・コンソール758トリプルネック・ハンドル - 2011年TSGAジャンボリー

演奏者はネックを増やし続け、最終的には4本にまでなった。これは楽器が大きく重くなることを意味し、演奏者の膝の上ではなくスタンドや脚の上に置く必要があり、現在では "コンソール "と呼ばれている。ボブ・ウィルズのラップ・スティール奏者だったノエル・ボッグスは1953年に楽器製作者レオ・フェンダーによって作られた最初のスティール・ギターを手にした。フェンダーは著名な演奏家を頼りに、彼の楽器の実地テストを行っていた。ボッグスはソロの際に異なるネックに切り替えた最初のプレイヤーの一人である。「スティール・ギター・ラグ」の作曲者であるレオン・マコーリフもボブ・ウィルズと共演し、マルチ・ネックのスティール・ギターを使用していた。ウィルズが "Take it away, Leon" という彼の有名なキャッチフレーズを言ったとき、彼はマコーリフのことを指していた。フェンダー・ストリングマスターのトリプルネック・コンソール・スティールは、1959年のナンバーワン・ヒット曲「スリープ・ウォーク」でサントとジョニーのファリーナ兄弟によるスティール・ギター・インストゥルメンタルで聴くことができる。

## コンソール・スティールがペダル・スティールになる
一台の楽器に複数のネックを作るのはコストがかかるため、ほとんどのプレイヤーにとっては手の届かないものとなり、より洗練された解決策が必要とされた。この時点での目標は、第2のネックをエミュレートするために、全ての弦のピッチを一度に変更できるペダルを作ることだった。1939年、「エレクトラデール」と呼ばれるギターは、ソレノイドを制御するペダルを搭載し、弦の張力を変化させる電気機構を作動させた。しかしながら、このギターは成功しなかった。同年、アルヴィーノ・レイは機械工と協力して弦のピッチを変えるペダルを設計したがうまくいかなかった。インディアナポリスのハーラン兄弟は「マルチ・コード」と呼ばれる万能ペダルを開発した。このペダルは、任意の弦、またはすべての弦の音程を簡単に調整することができたが、すべての弦の張力を同時に上げる（音程を高くする）のは非常に困難だった。
ギブソン・ギター・カンパニーは1940年にペダルが左後脚から放射状に配置された「エレクトラハープ」を発表した。

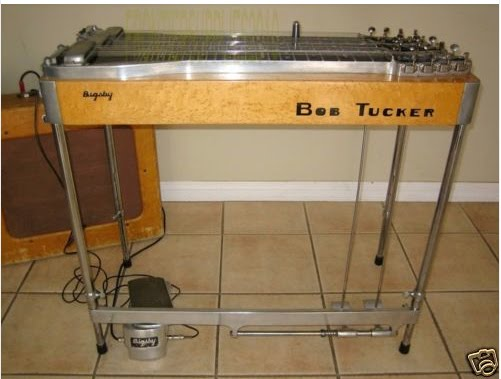
ビグスビー・スティール

数あるペダルシステムの中で最も成功したペダルシステムは、商業的に成功したギター用のビブラート・テールピースを発明したバイク店の店長であり、レーサーでもあるポール・ビグスビーによって、1948年頃に設計されたものである。ビグスビーはスティール・ギターの2本の前脚の間のラックにペダルを取り付けた。ペダルは機械的なリンクを操作して弦の音程を上げるために張力をかけていた。
これは、それほど簡単なことではない。ペダル機構自体が独自のチューニング・システムを持っていなければならない。例えば、ギターのチューニングは、ギターに付いているお馴染みのチューニングペグを使って完璧にチューニングされているとする。次に、プレーヤーがペダルを踏んで結果が調子外れであっても、ペダルを離すと、再び調子が合っている。ギターの下には、レバー、スプリング、長いロッドがある。プレーヤーの右、楽器の端には、ロッドの端が露出している開口部がある。演奏者は音程の外れた音をコントロールするロッドに、ラジオのつまみのような小さな六角レンチを装着する。ペダルを押し下げたままノブを左右に回して、オリジナルのチューニングとは完全に独立したプロセスでペダルを微調整する。ビグスビーはスピーディ・ウェスト、ノエル・ボッグス、バド・アイザックスなど、当時の一流のスティール・プレイヤーのために自分のデザインを取り入れたギターを製作していたが、ビグスビーは56歳の時にガレージで一人で作業をしていたため、需要に追いつくことができなかった。ビグスビーの最初のギターの1本は1949年にエディ・カークの "Candy Kisses" で使用された。ビグスビーが製作した2本目のモデルはスピーディ・ウェストに送られ、彼はこのギターをひんぱん使用した。

## カントリー・ミュージックのペダル・スティール：新しいサウンドの誕生
1953年、バド・アイザックスはギターのネックにペダルを取り付けて2つの弦だけを変化させ、はじめて音が鳴っている間にペダルを操作した。他のスティール・ギター奏者はこれが「非ハワイアン」と見なされていたため、この奏法を避けていた。
アイザックスが1956年にウェッブ・ピアースの曲 "Slowly" の録音で初めてこのセットアップを使用したとき、彼がコードを演奏しながらペダルを押すと、下から他の弦と調和するように既存のコードに音が変化していくのが聞こえ、スティール・バーでは不可能だった見事なな効果を生み出した。この "Slowly" の録音について、スティール・ギターの名手ロイド・グリーンは「この人、バド・アイザックスは、このレコードでの登場でスティールの音楽的思考に新たなツールを投げかけた」と語った。カントリーミュージックの未来の音の誕生とそれを複製したいスティール・ギター奏者の間で実質的な革命を引き起こした。
また、1950年代には、スティール・ギターの殿堂入りを果たしたゼイン・ベックがペダル・スティール・ギターにニーレバーを付け加えた。プレーヤーは膝を右、左、または上に（モデルに応じて）動かして、さまざまなピッチ変更を行うことができる。レバーは基本的にフットペダルと同じように機能し、単独で、他の膝と組み合わせて、またはより一般的には、1つまたは2つのフットペダルと組み合わせて使用することができる。このレバーは当初、レイ・ノーレンのコンソールスティールに付け加えられた。当初、ニー・レバーはピッチを下げるだけだったが、後年、改良によりピッチを上げたり下げたりすることができるようになった。

## バディー・エモンズのペダル・スティールへの貢献
"Slowly" がリリースされたとき、ビグスビーはスティール・ギターの巨匠バディ・エモンズ向けのギターを作成している途中だった。エモンズはこの曲でアイザックスの演奏を聞き、ビグスビーにアイザックスのシングルペダルの機能をそれぞれ異なる弦を制御する2つのペダルに分割するようにギターを作るように指示した。この機構にはバーを傾けたり動かしたりせずにマイナーコードやサスペンデットコードを鳴らすことができる利点があった。同じ頃、別の著名なスティール・ギター奏者プレーヤーであるジミー・デイも同じことをしたが、2つのペダルの影響を受ける弦を逆にしていた。これらのことから、その後のスティール・ギター・メーカーは、「デイ」または「エモンズ」の機構が必要かどうかを顧客に尋ねることとなった。1957年、エモンズはギタリスト/機械工のハロルド・"ショット"・ジャクソンと提携して、初のペダル・スティール・ギターの製造専門の会社であるSho-Bud社を設立した。
エモンズはスティール・ギターに現代のE9楽器に標準で採用されている2本の弦（「クロマティックス」として知られる）と3つ目のペダルと言う他の革新を加えた。追加の弦により、プレーヤーはバーを動かさずに長音階を演奏できるようになった。彼はまた、スティール・ギターの弦のピッチを上げ下げし、調子を狂わせることなく元のピッチに戻すメカニズムを開発し、特許を取得した。当時のSho-Bud製の楽器には、10弦、3番目のペダル、ニーレバーなどの最新機能をすべて備えていた。

## 現代のペダル・スティール
ペダル・スティールは、今もなお過渡期にある。米国では、2017年の時点で、E9ネックがより一般的だが、多くのペダル・スティールはいまだに2本のネックが備えられている。C6はウエスタン・スイング・ミュージックに使われるのが一般的で、E9ネックはカントリー・ミュージックで多用されている。ネックが異ることにより、ボイシングも明らかに異なっているります。C6はE9よりもピッチレンジが広く、主に低音域で使用されている。
特定のプレーヤーは、ペダルとレバーが実行する機能およびどの弦のチューニングが好ましいかに関して、異なるセットアップを好んでいる。1970年代初頭、ミュージシャンのトム・ブラッドショーは、「コード・ペダル・アレンジメント」の合成語である「コペンデント」([koʊˈpiːdənt] koh-PEE-dənt)という用語を作り出した。多くの場合、テーブル形式で表される、楽器のチューニング、ペダルとレバーの設定、ストリング・ゲージと弦の巻線を指定する方法である。
現代で最もポピュラーな2つのチューニング（E9とC6）を組み合わせて、それぞれの特徴を取り入れた12弦または14弦のネックにする「ユニバーサル・チューニング」の支持者もいる。これはモーリス・アンダーソンによって開発され、後にラリー・ベルによって修正された。C6チューニングを半音下げてB6にすることで、E9チューニングとの多くの共通点が同じネックで実現され、E9 / B6チューニングと呼ばれている。

## 非伝統的なジャンルでの使用
ペダル・スティールは一般的にはアメリカのカントリー・ミュージックと関連付けられているが、ジャズ、宗教音楽、ポピュラー音楽、ニュー・ジャズ、アフリカ音楽でも時々使用されている。1930年代のアメリカでは、スチールギターの人気の波の中で、主にナッシュビルとインディアナポリスを拠点とするアフリカ系アメリカ人のペンテコステ派の教派であるハウス・オブ・ゴッドで導入された。そのサウンドは典型的なアメリカのカントリーミュージックとは似ても似つかないものだった。スティール・ギターは会衆に受け入れられ、しばしばオルガンの代わりに使用されていた。この伝統の中で文書化された最初の（ラップではなく）ペダル・スティールの使用は1952年だったが、は1970年代初頭まで一般的にはならなかった(p 60)。「セイクリッド・スティール」として知られるこの音楽ジャンルは、1980年代に牧師の息子であるロバート・ランドルフが10代の頃にこの楽器を取り上げ、それを普及させ、音楽家として高い評価を受けるまでは、ほとんど知られることがなかった。ニール・ストラウスは、ニューヨーク・タイムズ紙の記事の中で、ランドルフを「同世代の中で最も独創的で才能あるペダル・スティール・ギタリストの一人」と呼んでいる。
ペダル・スティール・ギターは、1970年代後半にナイジェリアのジュジュの代表的な要素となった。ナイジェリアのバンドリーダー、キング・サニー・アデは17人編成のバンドでペダル・スティール・ギターをフィーチャーしており、ニューヨーク・タイムズ紙の評論家、ジョン・パレレスは「アメリカのブルースやカントリーのピーンと張り詰めた音を取り入れている」と書いている。フューチャー・ジャズ（ジャズと電子音楽の融合）の先駆者とされるノルウェーのジャズ・トランペッター、ニルス・ペッター・モルヴェルは、ペダル・スティール・ギターをフィーチャーしたアルバム「スイッチ」をリリースした。
日本におけるポピュラー・ミュージックでの使用者としては、元はちみつぱいの駒沢裕城が第一人者として挙げられる。1970年代の荒井由実や大瀧詠一、細野晴臣などのレコーディングに広く参加している。近年では細野晴臣のサポートを2000年代から長らく務めている高田漣がペダルスティールのプレイヤーとして知られている（くるり「奇跡」、星野源「ただいま」などでも演奏）。近年ではロックバンド・ズーカラデルが2020年に発表した「ころがる」（アルバム『がらんどう』に収録）、 スピッツの1998年の楽曲「楓」、2016年の楽曲「モニャモニャ」（アルバム『醒めない』に収録）などが挙げられる。